# Haush

Woongebieden van (voormalige) inheemse volken

De Haush of Manek'enkn waren een inheems volk dat leefde op het schiereiland Mitre, de oostelijke punt van Vuurland. Cultureel en linguïstisch waren ze gerelateerd aan de Selknam (of Ona) die ook op Vuurland woonden, en aan de Tehuelche op het vasteland van zuidelijk Patagonië. De Haush zijn in het begin van de 20e eeuw uitgestorven.

## Benaming
De naam Haush werd voor hen gebruikt door de Selknam, terwijl de naburige Yahgan hen Italum Ona, of oostelijke Ona noemden. Sommige schrijvers stellen dat ze zichzelf Manek'enkn noemden, maar de Oostenrijkse priester en antropoloog Martin Gusinde (1886-1969) meldde dat dit woord in hun taal simpelweg "mensen" betekende. Overigens maakten Gusinde, en sommige anderen, wegens de culturele overeenkomsten nauwelijks onderscheid tussen de Haush en de Selknam.

## Oorsprong
De gletsjers na de laatste ijstijd waren vermoedelijk rond 8000 à 7000 v.Chr. uit de omgeving van de Straat van Magellaan verdwenen; het gebied tussen de Golf van Penas en de Straat raakte daarna vanuit het noorden bevolkt, volgens Chapman gebeurde dat redelijk snel.
De oudste vindplaats op Vuurland waaruit menselijke bewoning valt af te leiden, dateert uit omstreeks 7500 v.Chr. De Amerikaanse archeoloog Bird dateerde het bereiken van het meest zuidelijke gebied echter op 9000 v.Chr. Niet duidelijk is, wanneer van een Haush-volk gesproken kan worden en wanneer zij op Vuurland arriveerden.  
De oudste vondsten langs het Beaglekanaal aan de zuidkant van Vuurland dateren van omstreeks 4000 v.Chr.
De meeste auteurs denken dat de Haush op Vuurland terecht kwamen, voordat de Selknam er gingen wonen. Haush zijn verwant met de Selknam en de Tehuelche, de drie groepen worden verondersteld af te stammen van een gemeenschappelijk voorouder-volk in Patagonië. Deze drie volken, die wel "voet-indianen" worden genoemd leefden van de jacht, vooral op guanacos, en hebben geen traditie van gebruik van vaartuigen. De Haush en Selknam waren vanuit Patagonië te voet op Vuurland gekomen, in tegenstelling tot de Yahgan en Alacalufe, de "kano-indianen", die langs de Pacifische kust zuidwaarts waren getrokken. De Tehuelche bleven in Patagonië.
De Straat van Magellaan moet voor de Haush en Selknam een enorme barrière zijn geweest. De Amerikaanse explorer Charles W. Furlong (1874-1967) stelde dat in de rustige tijd van het jaar sommigen van hen kano's gebruikt kunnen hebben. Ook denkt hij dat de kano-indianen (Yahgan of Alacalufe) behulpzaam zijn geweest bij het overvaren van Haush en Selknam naar Vuurland.

## Woongebied

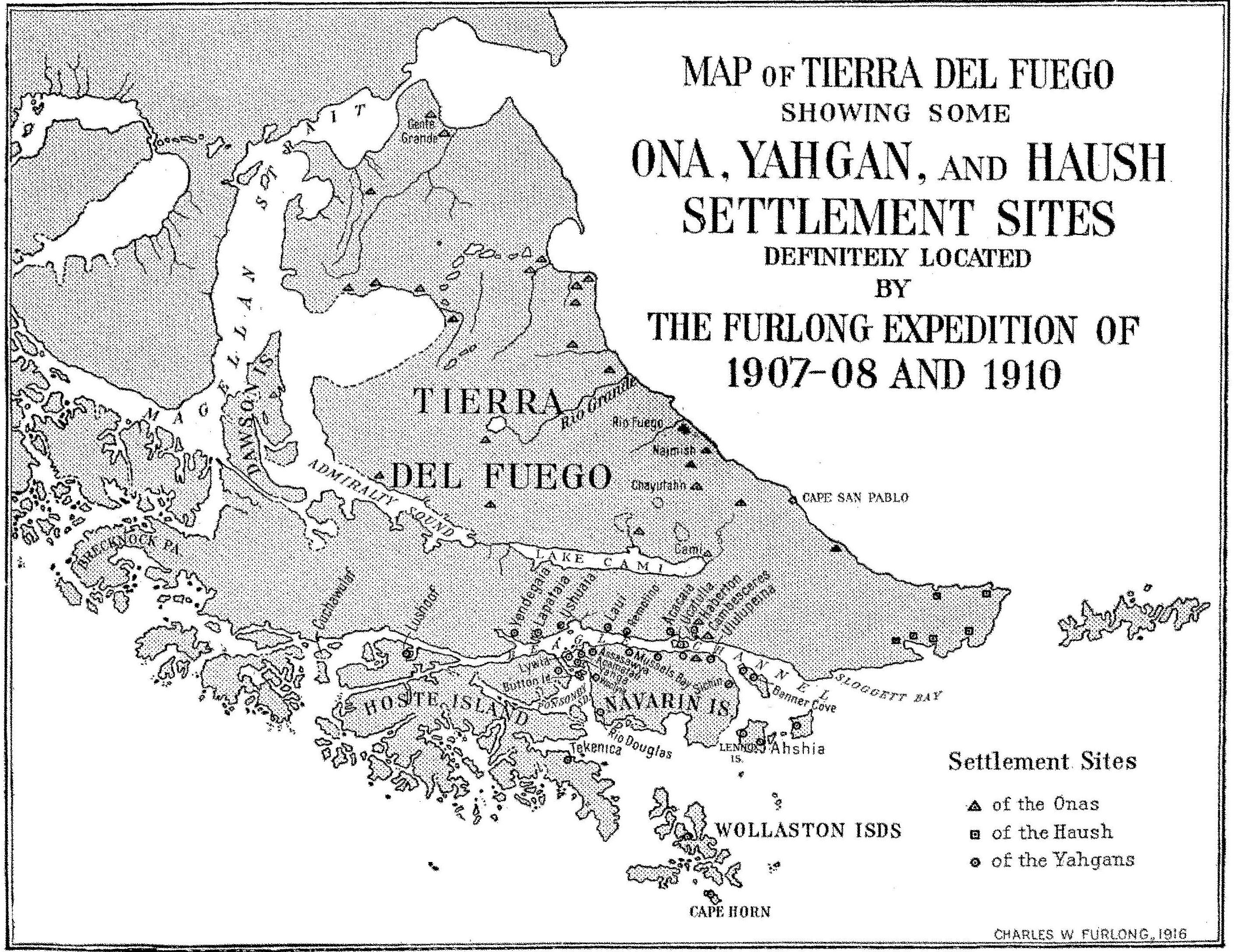
Vestigingsplaatsen van de Selknam, Haush en Yahgan

De Haush bewoonden geheel Vuurland, voordat de Selknam arriveerden. Na vanaf het vasteland te zijn overgestoken, hebben de dominantere Selknam mogelijk velen van de Haush gedood of via huwelijken in hun volk opgenomen, de rest werd verdreven naar het schiereiland Mitre. Uiteindelijk hebben ze daar geleefd in ongeveer het gebied tussen Cabo San Pablo en Sloggett Bay, in een circa 200 kilometer lange, brede kuststrook. Ze gebruikten geen kano's, maar leefden wel meer van voedsel uit zee dan de Selknam, die bijvoorbeeld geen zeehond aten maar vooral guanaco. Ze vertoonden culturele overeenkomsten met zowel de Selknam als de Yahgan. Ze vingen zeehonden met speren, net als de Yahgan. Met de Selknam komt overeen dat ze de guanaco met pijl en boog bejaagden, zich kleedden met guanaco-huiden en daarvan ook hun onderkomens maakten. Ze bouwden geen hutten als de Yaghan.
In de tijd dat de ontmoetingen met Europeanen plaatsvonden, woonden de Haush op het oostelijkste deel van het eiland. Het land ten westen van hen werd bewoond door de Selknam. Langs het Beagle-kanaal en op het Navarino-eiland ten zuiden ervan, woonden vooral Yahgan. 
De Haush kenden patrilineaire afstamming. Ze waren te verdelen in ten minste tien familieverbanden, die ieder een lange strook land gebruikten die reikte vanaf de kust tot de jachtgebieden landinwaarts. Zo konden ze zowel voedsel uit zee als op land verkrijgen. De gezinnen (vijf tot zes personen) binnen het familieverband migreerden ieder voor zich binnen het territorium van het grotere verband. In de winter hield men zich vooral op in de kuststrook, maar niet uitsluitend. Als er in de winter sneeuw lag, was het gemakkelijker op guanaco te jagen. In de zomer verbleven de gezinnen vaker landinwaarts. Families van verschillende territoria ontmoetten elkaar bij het uitvoeren van riten, uitwisselen van giften en het verdelen van gestrande walvissen.
Het gebied waar de Haush woonden, kan in twee delen worden onderscheiden. Het noordelijk deel van het woongebied, van Cabo San Pablo tot Caleta Falsa of Policarpo, grensde aan het gebied waar de Selknam woonden. Het zuidelijk deel omvatte de oostelijke punt van Vuurland, vanaf Caleta Falsa tot Bahía Slogget. Klimaat en omgeving waren hier niet gunstig, met meer regen, mist en wind. Na het uitsterven van de Haush is dit gebied vrijwel onbewoond gebleven. Volgens Furlong strekte het zuidelijk woongebied zich uit tot Good Success bay, maakten ze slechts indicentele tochten tot Sloggett Bay, en waren hun belangrijkste nederzettingen te vinden bij Cabo San Pablo, Polycarpo Cove, False Cove, Thetis Bay, Cabo San Diego en Good Success Bay.

## Cultuur

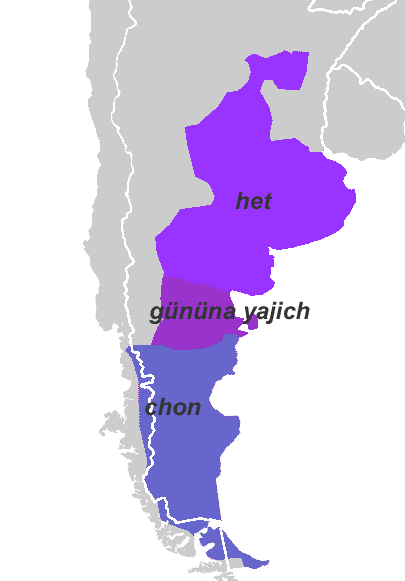
Het, Gününa Yajich (Puelche), en Chon. Het Tehuelche, Ona en Haush zijn Chon-talen

De Haush vertoonden culturele overeenkomsten met de Selknam en de Yahgan en deelden met hen een aantal gewoonten. Ze vingen zeehonden en zeerobben met speren, net als de Yahgan. Met de Selknam komt overeen dat ze de guanaco met pijl en boog jaagden, de pijlen hadden scherpe stenen punten. Ze kleedden zich met guanaco-en robbenhuiden die ze doorgaans los over de schouders droegen; ze maakten hun onderkomens ook van huiden. James Cook, die hen bij de Good Success bay in 1769 ontmoette, beschreef dat ze vrijwel uitsluitend schaaldieren aten die bij laagtij door de vrouwen werden verzameld. Ze leken volgens hem niet over de mogelijkheid te beschikken op zeehonden te jagen, hoewel ze dat volgens anderen wel deden. Over het algemeen leken ze een armzalig bestaan te leiden en ook met zeer weinig tevreden te zijn.
De Haush waren jager-verzamelaars, die een vrij groot deel van hun voedsel uit zee haalden. Analyse van botten uit een aantal graven wijst erop dat, vóór het contact met Europeanen, de Selknam vooral van de guanaco en andere landdieren leefden. Haush en Yahgan aten vooral schelpdieren, zeehond en zeeleeuw. Omdat de guanaco in het gebied van de Haush minder voorkwam, hebben ze met de Selknam mogelijk huiden verhandeld.

##### Taal
Volgens Gusinde was er weinig verschil tussen de Haush en de Selknam, wel was voor hem duidelijk dat ze elkaar vrijwel niet konden verstaan. Van de Haush-taal zijn enkele woordenlijsten overgeleverd, die een verband aantonen met de taal van de Selknam en de Tehuelche. Ook Furlong meldde dat het voor de Haush niet mogelijk was in hun eigen taal te praten met de Selknam en Yahgan.  Colvocoresses (1816-1872), die beide volken in 1839 ontmoette, constateerde een duidelijk verschil in uiterlijk en taal met de Yahgan (echte "Vuurlanders"); de Haush waren volgens hem Patagoniërs. 
De talen die de Haush en Selknam spraken, behoorden beide tot de Chonantalen, maar waren dus amper onderling verstaanbaar. Ook de Tehuelche in Patagonië spraken een Chonantaal. Missionarissen van de Salesianen van Don Bosco werkten onder de Haush, pater José María Beauvoir stelde een woordenboek (lijst) samen. Lucas Bridges, wiens vader Thomas Bridges Anglicaans missionaris op Vuurland was geweest, stelde ook een woordenlijst op.

## Contacten met Europeanen

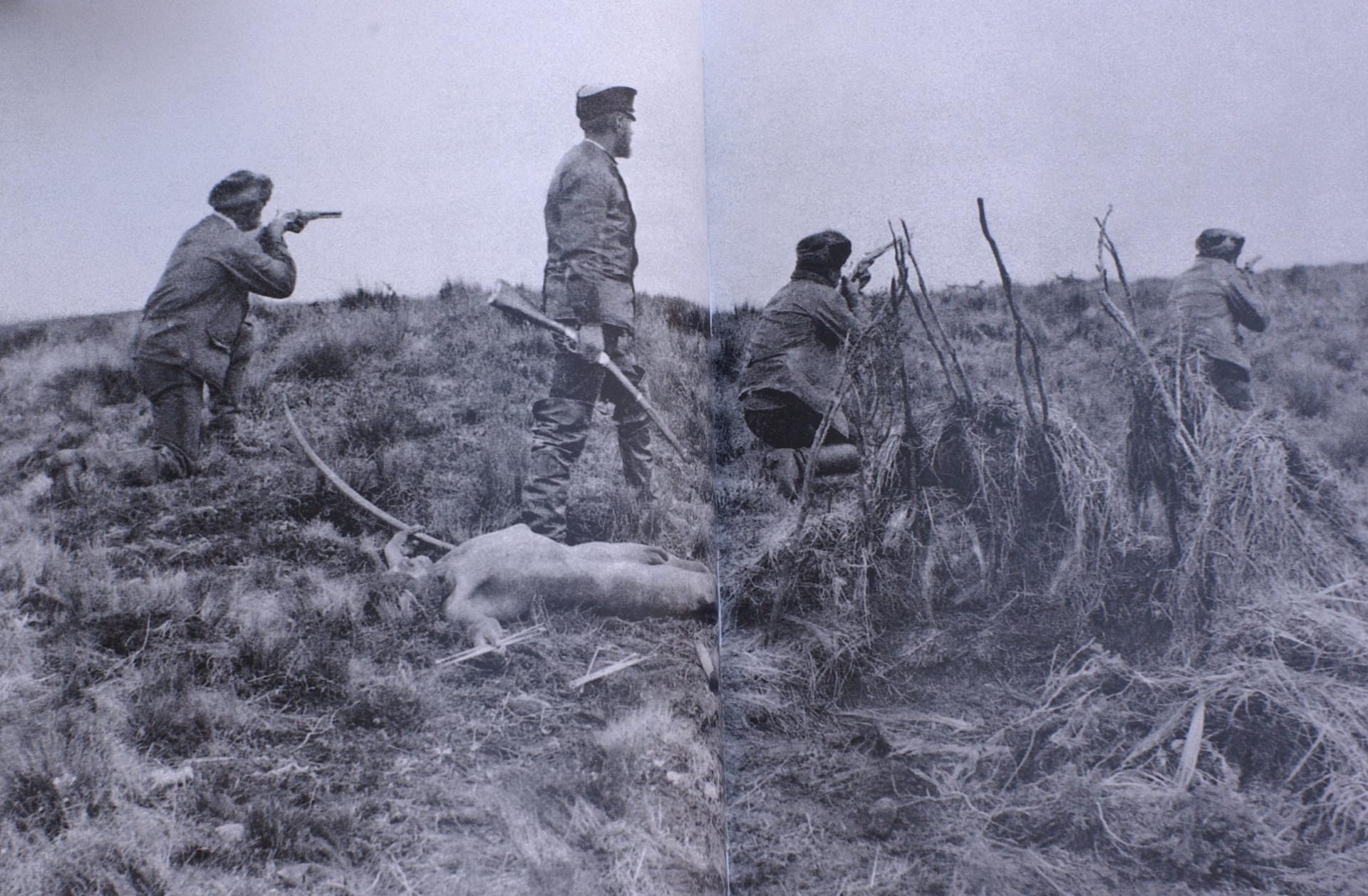
Julius Popper op indianenjacht, een gedode man aan zijn voeten

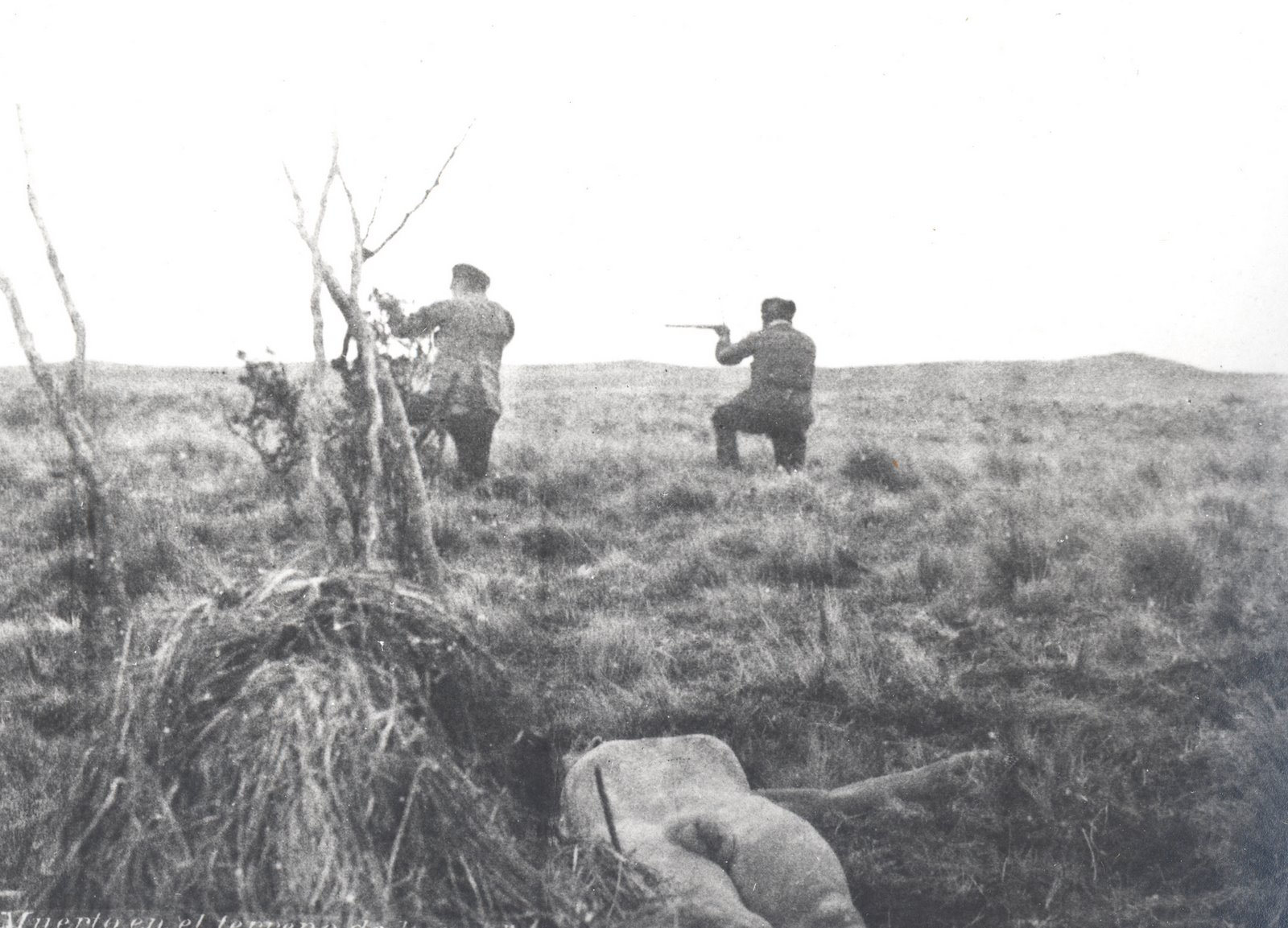
De geknielde man links is mogelijk Popper

Het eerste contact tussen de Haush en Europeanen vond plaats in 1619, toen de expeditie van García de Nodal het oosten van Vuurland bereikte, en voor anker ging in een baai die ze  Bahia Buen Suceso (Good Success Bay) noemden. Daar ontmoetten ze vijftien Haush, die de Spanjaarden aan water en hout hielpen. De Spanjaarden rapporteerden dat ze 50 hutten zagen in de nederzetting van de Haush, het grootste aantal dat ooit is gemeld. De hutten bestonden uit een geraamte van stokken, overdekt met riet.
Een priester van de Jezuïten, aan boord van een schip dat in 1711 de Good Success Bay aandeed, omschreef de Haush als "nogal gedwee". De eerste expeditie van James Cook had in 1769 een ontmoeting met de Haush. Cook schreef dat ze "misschien de armzaligste mensen zijn die op aarde rondlopen". De tweede reis van de HMS Beagle (1820), met Charles Darwin aan boord, bezocht Vuurland in 1832. Darwin merkte de gelijkenis op van de Haush met de "Patagoniërs" die hij eerder ontmoette, en schreef dat ze duidelijk verschilden van de "kleine miserabele mensen verder naar het westen", kennelijk duidend op de Yahgan.
In de tijd van Gusinde lijkt het aantal onderlinge huwelijken tussen Selknam en Haush toe te nemen en begonnen de culturele verschillen te vervagen, onder druk van de komst van blanken.

## Uitsterven
De omvang van de Haush-bevolking nam af na het contact met Europeanen. Nadat James Cook had gerapporteerd over de grote aantallen zeezoogdieren langs de kusten van Zuid-Amerika, kwam rond 1785 de commerciële walvisvaart op gang. Hiermee ging een voedselbron (gestrande walvissen) voor de inheemse bewoners geleidelijk verloren.  In het midden van de 19e eeuw begonnen zich schapenfarms te vestigen in de gebieden van de Selknam en Haush. Zonder een idee te hebben van het westerse begrip "privé-bezit", waren de schapen voor de inheemse bewoners gemakkelijk te bejagen prooien. De ranchers organiseerden milities om de indianen te doden. Ook loofden ze premies uit voor elke gedode indiaan. Een groot aandeel hierin had Julius Popper met zijn privé-leger. De gedecimeerde inheemse bevolking stierf op den duur aan Europese ziekten. In 1915 schatte Furlong dat er in het begin van de 19e eeuw van de Haush nog ongeveer 20 gezinnen, rond de 100 personen, over waren. Later stelde hij het aantal bij naar circa 200 tot 300 voor het jaar 1836. In 1891 waren er nog 60 tot 100; in 1908 ontmoette hij er nog twee, een vader die op de ranch van Bridges woonde, en diens zoon, eigenlijk een halfbloed met een Yahgan-moeder.
In 1908 schreef hij een pleidooi voor bescherming van de resterende bewoners, (met name de Selknam) voordat het te laat zou zijn. Hij bracht dit onder de aandacht van de Chileense en Argentijnse overheid. Het mocht niet meer baten.
De Amerikaanse archeoloog en antropoloog Samuel K. Lothrop (1892-1965) schreef in 1928 dat ze waren uitgestorven.